# Zielona (powiat ciechanowski)
Zielona – wieś sołecka w Polsce położona w województwie mazowieckim, w powiecie ciechanowskim, w gminie Ojrzeń.
| SIMC    | Nazwa     | Rodzaj    |
| ------- | --------- | --------- |
| 1054038 | Antoniewo | część wsi |

W latach 1975–1998 miejscowość należała administracyjnie do województwa ciechanowskiego.